# Roland Boutique
De Roland Boutique is een serie van compacte elektronische synthesizermodules die werd geïntroduceerd in 2015 door Roland. In 2016, 2017 en in 2021 is de serie uitgebreid met drumcomputers en andere synthesizers.

## Beschrijving

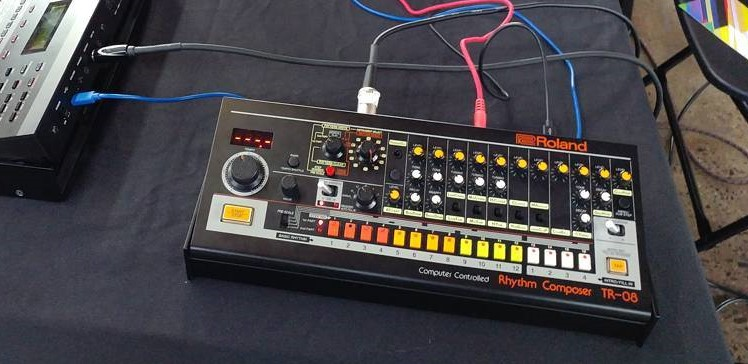
Een TR-08 drumcomputer

De Boutique-serie synthesizers werd eind 2015 geïntroduceerd, en zijn digitale imitaties van Rolands oorspronkelijke synthesizers. De eerste drie Boutique-modellen, de JX-03, JU-06 en JP-08, kwamen op 1 oktober 2015 op de markt. Dit zijn hercreaties van respectievelijk de JX-3P, Juno-106 en de Jupiter-8. Op "909 Day" (9 september) werd in 2016 de TR-09 drumcomputer, TB-03 bassynthesizer en de VP-03 vocoder geïntroduceerd. Een jaar later op "808 Day" (8 augustus) werden de TR-08 drumcomputer en SH-01A synthesizer uitgebracht. In 2017 kwam ook de SE-02 op de markt door een samenwerking tussen Roland en Studio Electronics. In 2019 bracht men de JU-06A uit, een hercreatie van de Juno-60 en Juno-106, en in 2020 kwam de TR-06, een drumcomputer. In november 2021 werden opnieuw twee nieuwe modellen toegevoegd aan de Boutique-reeks, de JX-08 en JD-08, hercreaties van respectievelijk de analoge JX-8P en digitale JD-800.
De klankopwekking noemt Roland zelf ACB, wat staat voor Analog Circuit Behavior, een techniek waarmee men probeert oude analoge circuits op digitale wijze te reproduceren. Deze techniek is eerder toegepast in de AIRA TR-8 en TB-3. Deze technologie vereist meer rekenkracht van de verwerkingseenheid, met als gevolg een lagere polyfonie.
Elke geluidsmodule kan worden gebruikt als een MIDI-apparaat op een tafel of met het bijbehorende klavier om een zelfstandig bespeelbaar instrument te creëren. Ook kan men een geluidsmodule via de micro-USB-poort gebruiken als geluidskaart. De muziekinstrumenten, qua grootte van ongeveer een boek, zijn voorzien van een dubbele ribbon-controller en een step-sequencer. Er is een doorlusmodus waarmee de gebruiker twee of meer modules van hetzelfde type kan aansluiten om de beschikbare polyfonie te vergroten.
Elke Boutique heeft een kleine ingebouwde luidspreker en kan met batterijen of een stroomadapter worden gevoed. De modellen lijken qua kleuren op hun origineel, de SH-01A is het enige model dat in drie kleuren, rood, blauw en grijs, is uitgebracht.

## Ontvangst
In recensies prees men de compactheid en draagbaarheid van de geluidsmodules en kwaliteit van de klanken. Ook was men positief over toegevoegde elementen, zoals een sequencer, die ontbreken in het origineel. Kritiek werd gegeven op de kleine knoppen en de vierstemmige polyfonie.

## Modellen
De modellenreeks bevat de volgende instrumenten:
| Jaar | Model  | Hercreatie van             | Originele architectuur           | klankopwekking                             |
| ---- | ------ | -------------------------- | -------------------------------- | ------------------------------------------ |
| 2015 | JX-03  | Roland JX-3P               | analoge synthesizer              | Digitaal (VA)                              |
| 2015 | JU-06  | Roland Juno-106            | analoge polyfone synthesizer     | Digitaal (VA)                              |
| 2015 | JP-08  | Roland Jupiter-8           | analoge polyfone synthesizer     | Digitaal (VA)                              |
| 2016 | A-01   | -                          | -                                | MIDI-controller, eenvoudige klankgenerator |
| 2016 | TB-03  | Roland TB-303              | analoge monofone bassynthesizer  | Digitaal (VA)                              |
| 2016 | TR-09  | Roland TR-909              | drumcomputer                     | Digitaal                                   |
| 2016 | VP-03  | Roland VP-330              | analoge vocoder en stringmachine | Digitaal (VA)                              |
| 2017 | SE-02  | Geinspireerd door Moog     | -                                | Analoge Monofone Synthesizer               |
| 2017 | D-05   | Roland D-50                | digitale polyfone synthesizer    | Digitaal                                   |
| 2017 | SH-01A | Roland SH-101              | analoge monofone synthesizer     | Digitaal (VA)                              |
| 2017 | TR-08  | Roland TR-808              | drumcomputer                     | Digitaal (VA)                              |
| 2019 | JU-06A | Roland Juno-60 en Juno-106 | analoge polyfone synthesizer     | Digitaal (VA)                              |
| 2020 | TR-06  | Roland TR-606              | drumcomputer                     | Digitaal (VA)                              |
| 2021 | JX-08  | Roland JX-8P               | analoge polyfone synthesizer     | Digitaal (VA)                              |
| 2021 | JD-08  | Roland JD-800              | digitale polyfone synthesizer    | Digitaal                                   |